# 古林箐乡
古林箐乡，是中华人民共和国云南省文山壮族苗族自治州马关县下辖的一个乡镇级行政单位。

## 行政区划
古林箐乡下辖以下地区：
古林箐村、卡上村、团结村、博甲村、普元村、新发寨村和攀枝花村。